# Собор архангелов (устюжская икона)
Собор архангелов — русская икона второй половины XIII века, происходящая из Михаило-Архангельского монастыря в Великом Устюге (основан в 1212 году). Искусствоведы считают, что с высокой вероятностью икона была написана непосредственно в Великом Устюге после освящения кафоликона. Находится в собрании Русского музея.

## Описание
Устюжская икона относится к редким ранним изображениям Собора архангелов. Архангелы изображены фронтально в полный рост, в их руках рипиды и медальон со Спасом Эммануилом. Отмечается, что «Собор архангелов дан во вполне сложившейся форме, обычной для искусства византийского круга в послеиконоборческую эпоху».
Написание иконы относят к ярославской школе. С. И. Масленицын отмечает, что (как и ярославская икона того же периода с изображением архангела Михаила) она написана с использованием недорогих красок местного происхождения. Для придания иконе пышности в небольшом количестве использованы дорогие киноварь и золото. Академик В. Н. Лазарев характеризует краски на иконе как «пригашенные», а манеру письма как «жидкую», отмечая, что «краски наложены настолько тонким слоем, что они напоминают акварельную технику; местами, как, например, на одеждах, просвечивает подмалёвок». Такая техника получила продолжение в некоторых иконах псковской школы и позднейших иконах северного письма.

Богатый орнамент позема на иконе отражает народные вкусы и до расчистки иконы считался поздним дополнением: 
Здесь иконописец дал волю своей бесхитростной любви к «узорочью», смело нарушив все традиционные каноны. Он не ограничился, как византийские художники, редкими кустиками и ввёл гибкие побеги с цветочными мотивами, лишив тем самым плоскость почвы её функционального назначения.
Сохранность иконы характеризуется как хорошая. Имеются вставки нового левкаса:
- на фигуре левого архангела — от правого плеча вдоль одежды;
- на фигуре правого архангела — на верхней части лора и на подоле
- на фоне иконы — сверху справа и сверху слева с захватом крыла архангела.

В ходе реставрации иконы на левом поле был оставлен фрагмент записи.